# Proporus carolinensis
Proporus carolinensis är en plattmaskart som beskrevs av Hooge och Smith 2004. Proporus carolinensis ingår i släktet Proporus och familjen Proporidae. Inga underarter finns listade i Catalogue of Life.